# Ernesto Goñi
Ernesto Goñi Ameijenda (ur. 13 stycznia 1985 w Montevideo) – urugwajski piłkarz występujący na pozycji obrońcy w Almeríi.